# De'Longhi
De'Longhi S.p.A är en stor italiensk tillverkare inom hushållsapparater med säte i Treviso.

## Historia och handel
Företaget grundades 1902 av familjen De'Longhi och var i början en liten verkstad som tillverkade mindre industridelar. Företaget inkorporerades 1950. 
Historiskt sett har De'Longhi varit en betydande producent av bärbara värmeelement och luftkonditioneringsaggregat. Idag har företaget expanderat så pass mycket att de i stort sett omfattar alla kategorier inom mindre hushållsapparater för matlagning samt segmenten rengöringsmedel och strykning. De'Longhi är speciellt kända för Artista-serien med espressobryggare, glassmaskiner och bärbar luftkonditioneringsaggregat.
De'Longhi är kända för utformningen av sina produkter. Esclusivo-serien med köksmaskiner vann Red Dot design award 2007. Home Furnishing News korade De'Longhis designchef Giocomo Borin till en av de 50 mest inflytelserika designers i världen 2006.
I och med De'Longhis förvärv av den brittiska tillverkaren Kenwood Limited 2001 fick företaget tillgång till Kenwoods kinesiska fabrik. Det här har lett till att många av De'Longhis produkter nu importeras från Kina medan design och konstruktion till största delen fortfarande utvecklas i Italien.
Idag driver De'Longhi 13 produktionsanläggningar och 30 internationella dotterbolag som stödjer försäljningen till 75 länder över hela världen. Den internationella försäljningen står för nästan 75 procent av koncernens totala intäkter och toppade listan 2010 med €1.63 miljarder.
Den 16 april 2012 köpte De'Longhi eviga rättigheter till att tillverka Braunprodukter från Procter & Gamble i segmentet inom hushållsapparater. Procter & Gamble äger fortsatt varumärket Braun. Vid köpet betalades €50 miljoner omedelbart medan €90 miljoner ska betalas av under de kommande 15 åren.
2013 etablerades det svenska dotterbolaget De'Longhi Scandinavia AB.[källa behövs]